# フィルカル
『フィルカル』（Philcul）は、株式会社ミューが出版する哲学の雑誌。2016年3月31日に創刊された。 

## 特徴
浜松医科大学准教授の長田怜が総括編集長を務めている。「分析哲学と文化をつなぐ」をテーマとしており、分析哲学や分析美学についての論考の他、アニメやアイドル、バーチャルYouTuberといったサブカルチャーを主題とした哲学研究を掲載している。トークイベントなども開催している。